# 相生通り
相生通り（あいおいどおり）は、広島県広島市にある街路の一つ。

## 概要
紙屋町・八丁堀という繁華街を抱える広島のメインストリートであり、広島電鉄本線が通っている。1981年（昭和56年）2月に、該当区間に現在の愛称が付けられた。
上天満町から相生橋・紙屋町・八丁堀地区を経由し広島駅に至る通りを指し、十日市交差点から紙屋町交差点の間（1.0km）は国道183号の一部（広島市民球場南交差点～紙屋町交差点（0.2km）は国道54号別線と重複）、紙屋町交差点から稲荷大橋西詰交差点の間（1.0km）は広島県道164号広島海田線の一部をなしている（いずれも広島市道天満矢賀線と重複）。

## 沿線風景

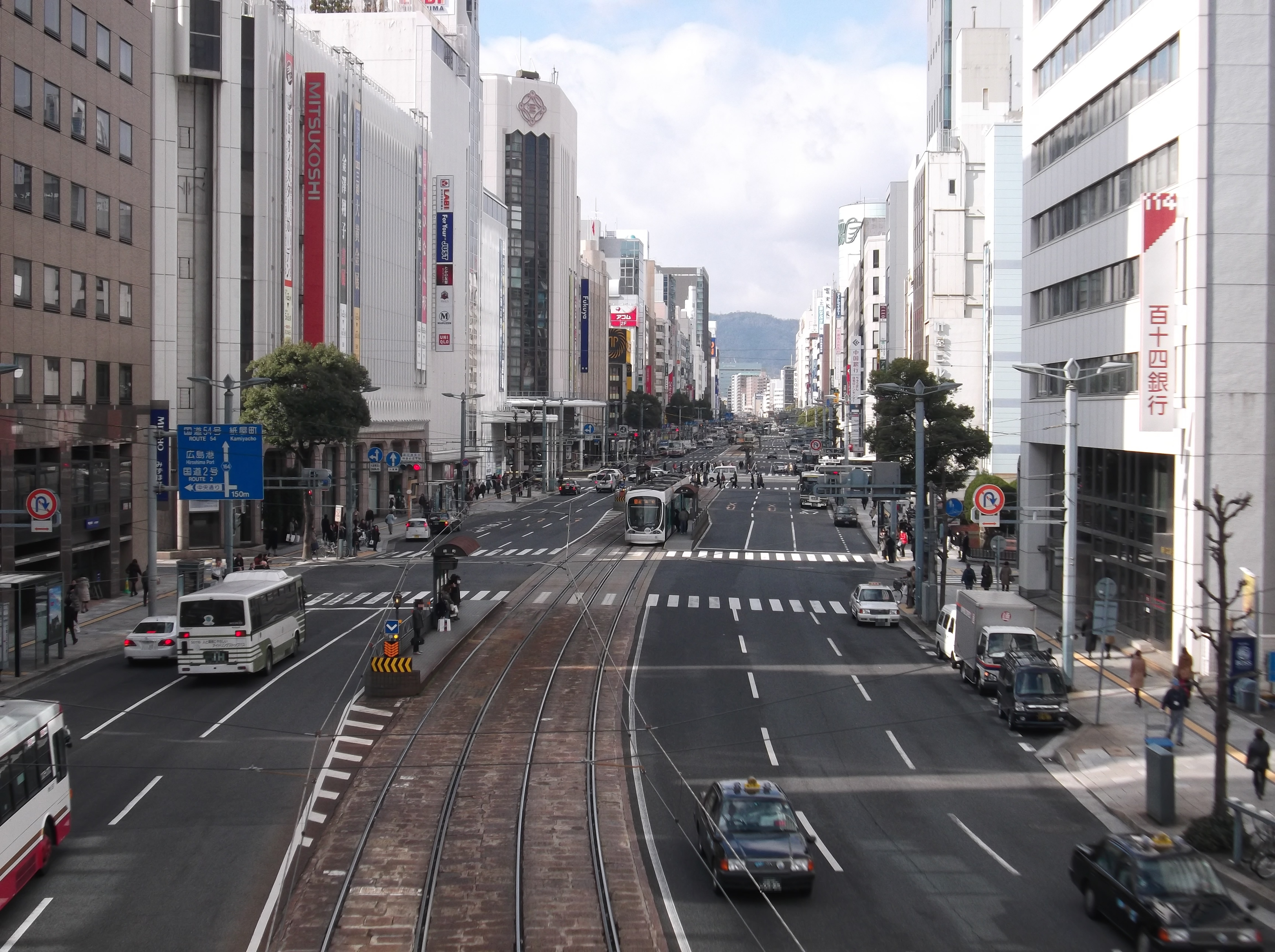
相生通りを胡町の歩道橋から　2013年1月
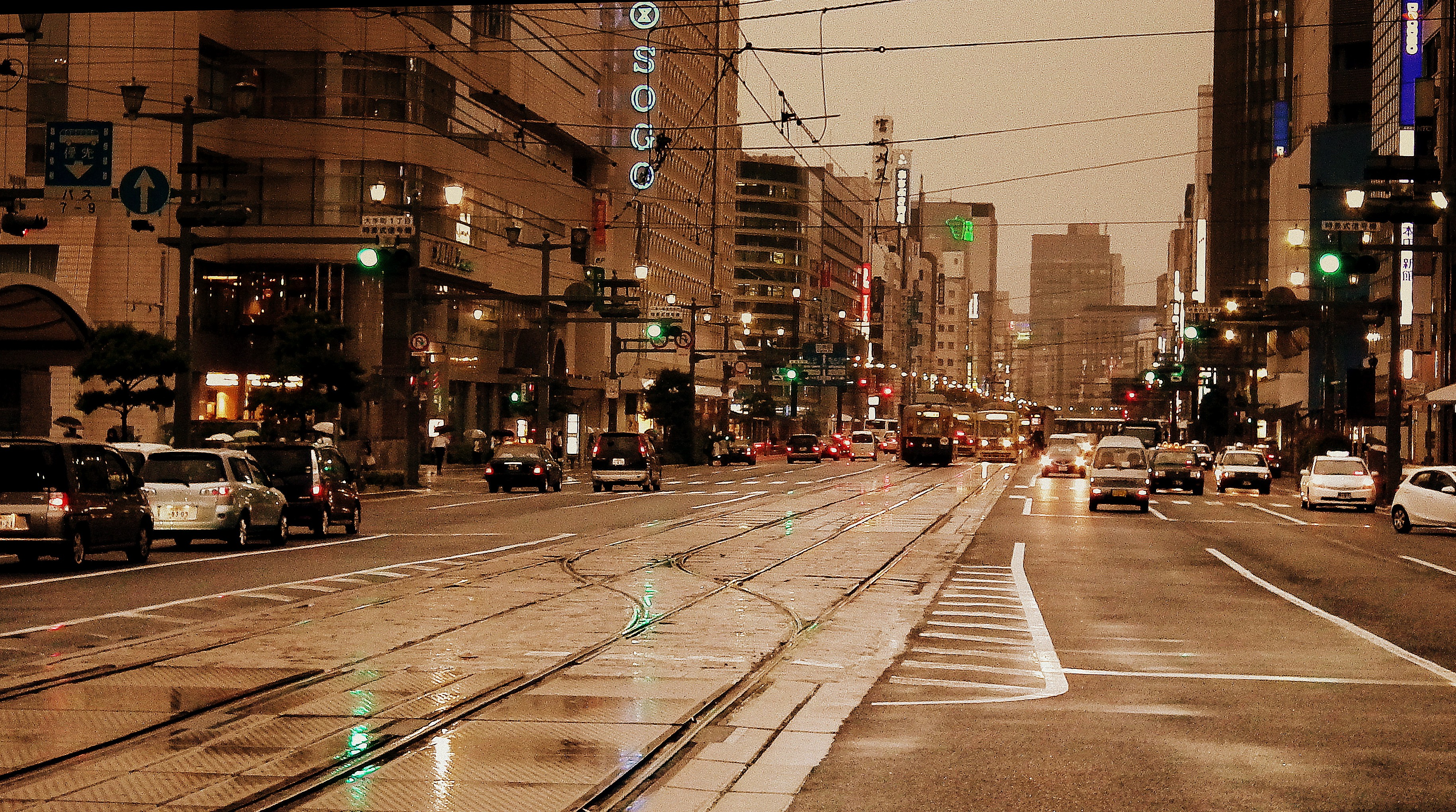
大手町1丁目交差点から東方向を撮影　2012年6月
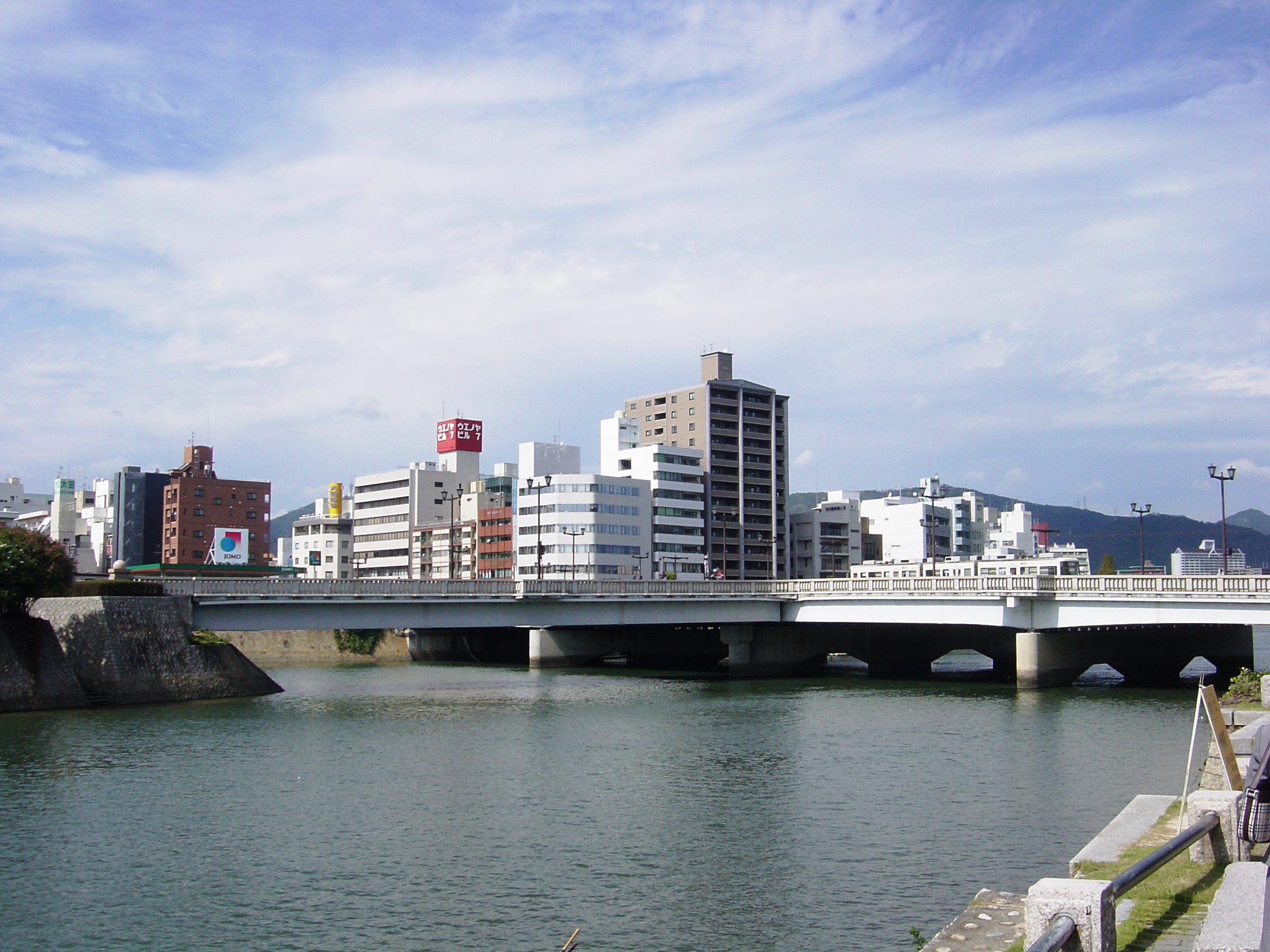
相生橋、原爆ドームより　2005年10月撮影
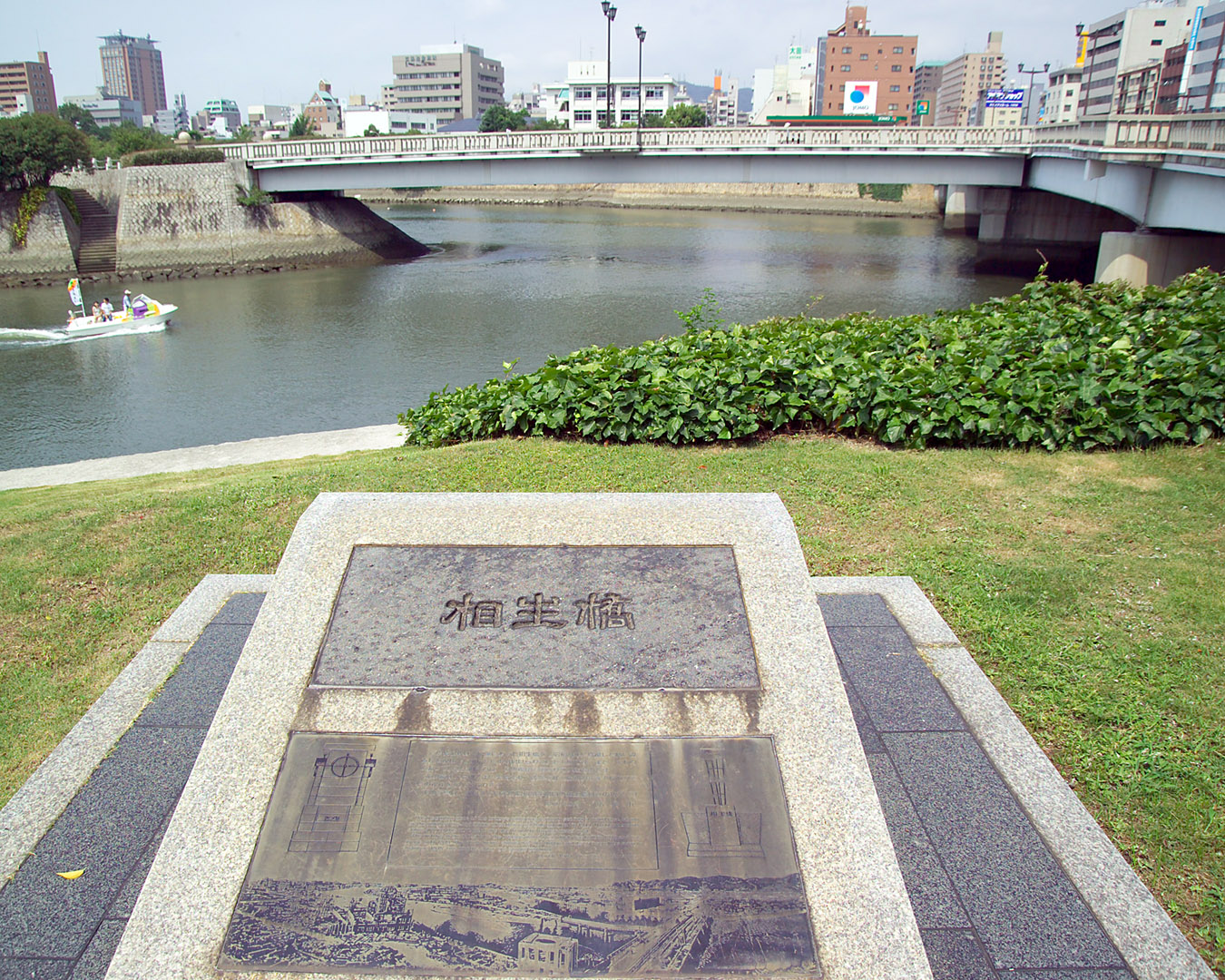
相生橋、石碑と橋
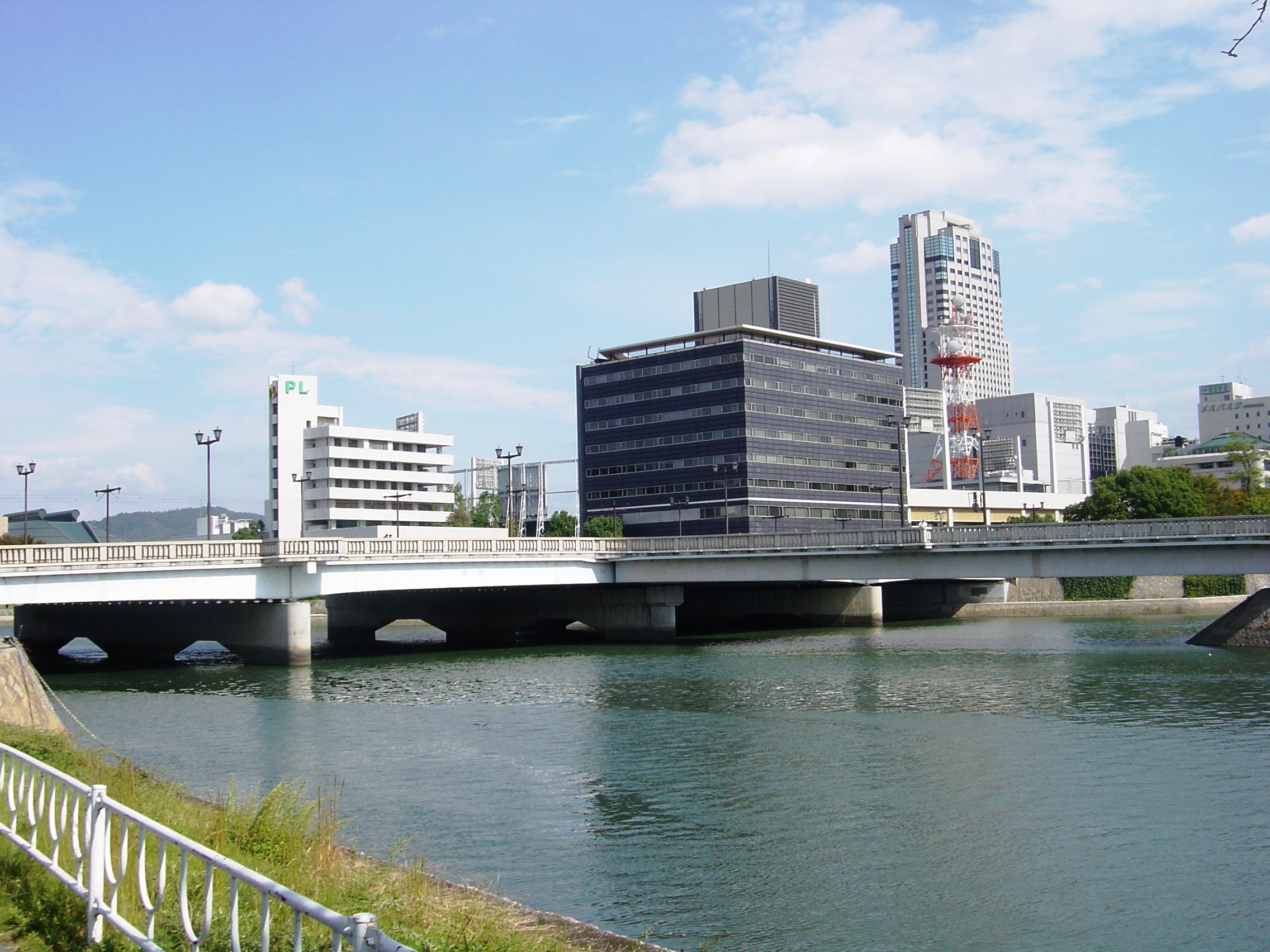
相生橋、平和公園対岸より　2005年10月撮影
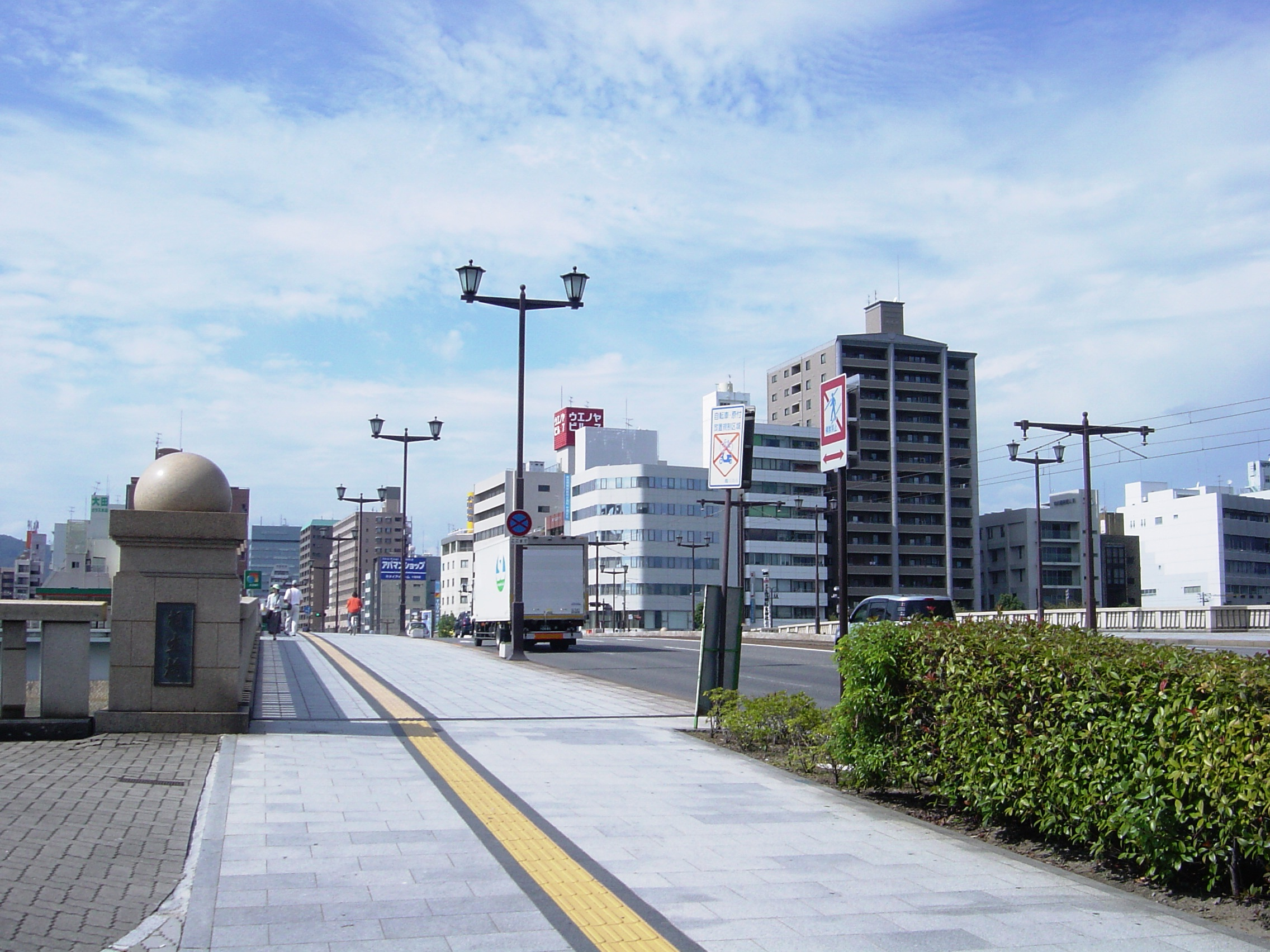
相生橋、道路　2005年10月撮影
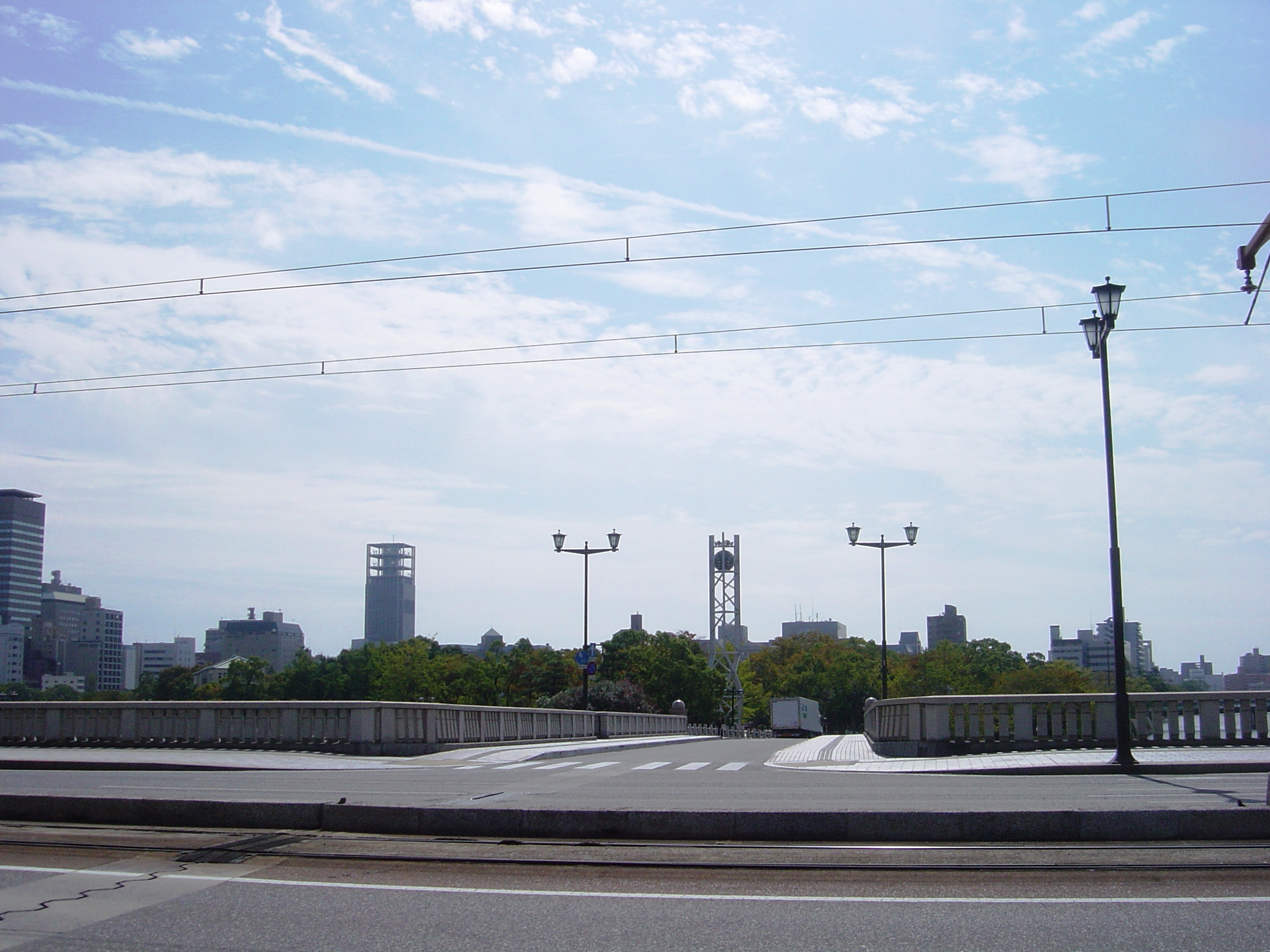
相生橋、T路分岐　2005年10月撮影

## 歴史

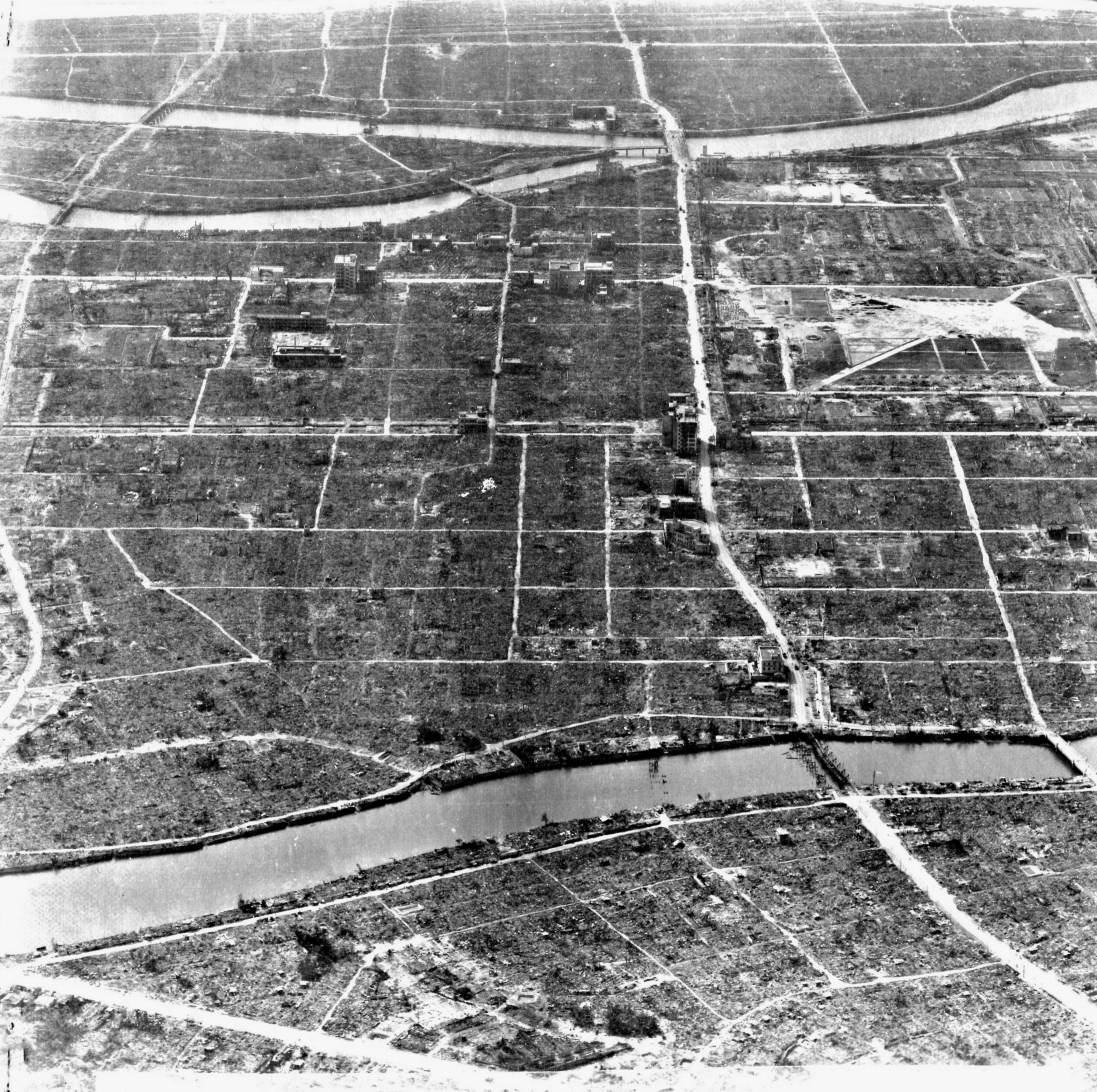
被爆後の広島市中心部を東から西へ望む。米軍撮影。中央やや右を縦断する太い道路が相生通り。

相生橋東詰交差点 - 八丁堀西交差点間は広島城南側の外堀跡にあたる。江戸時代から明治時代まで堀として存在していたが、廃藩置県後必要なくなったことに加え悪臭が目立つようになったことから埋立が決定し道路として整備されることが決定した。同時に整備中だった広電の軌道が引かれることも決まった。
1912年（大正元年）、完成。同時に広電も開通している。1929年（昭和4年）、広島県による市中心部の道路整備計画が建てられ、当時国道として用いられていた本通りから相生通りを新しい国道として整備することが決定し、幅員を13間半（約24.5m）まで広げられた。当時の路線名は「都市計画街路十日市荒神線」。着工は1933年（昭和7年）だが、最終的な整備は1930年代後半までに至った。
昭和初期まで、旧猿楽町（現・大手町一丁目）や旧広島県産業奨励館（現在の原爆ドーム）があった。1945年8月6日、広島市への原子爆弾投下、沿線は壊滅的な被害を受けている。
戦後この通りは拡張工事がなされ1952年（昭和27年）ごろに完成、現在にいたる。
2008年（平成20年）4月1日、十日市交差点から広島市民球場南交差点の間（0.8km）の道路管理者が国土交通省から広島市に移管され、国道54号から国道183号に変更された。なお、広島市民球場南交差点から紙屋町交差点まで（0.2km）は国道54号別線として存続。
なお、第二次世界大戦後、この通りより上流の本川東岸（戦前の軍用地）に形成されたバラック住宅群（いわゆる原爆スラム）も「相生通り」と呼ばれたが、ここでいう相生通りとは無関係である。

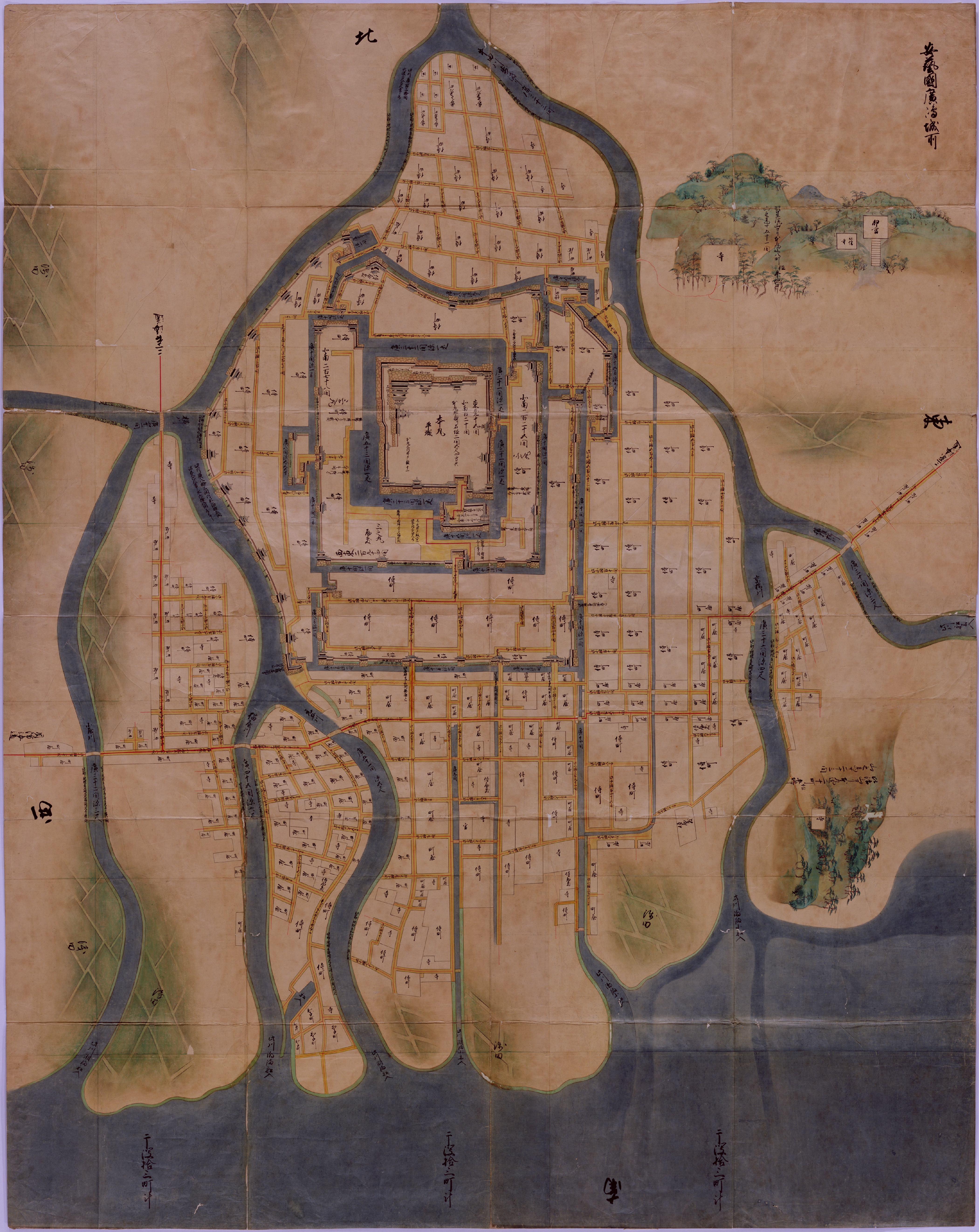
江戸時代の広島城絵地図。南側外堀が現在の相生通りにあたり、当時は京橋川まで道自体繋がっていなかったとわかる。その南側の太い赤線が引かれている道が当時の主要道路である西国街道で、現在の本通りにあたる。
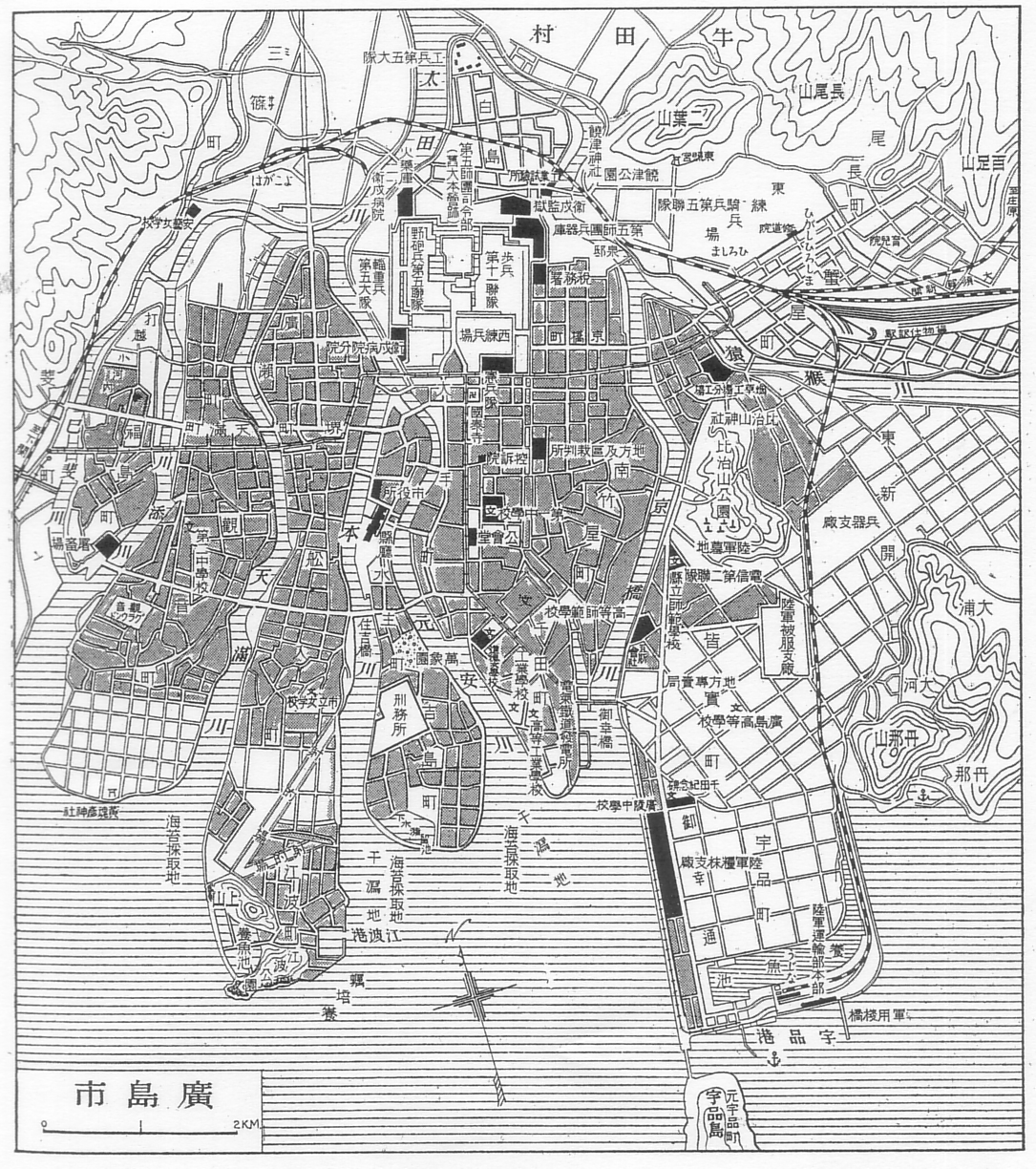
1930年ごろの広島市地図。電車道として整備されている事がわかる。この地図当時は本通りが国道であり、他の道より太く描かれているのがわかる。
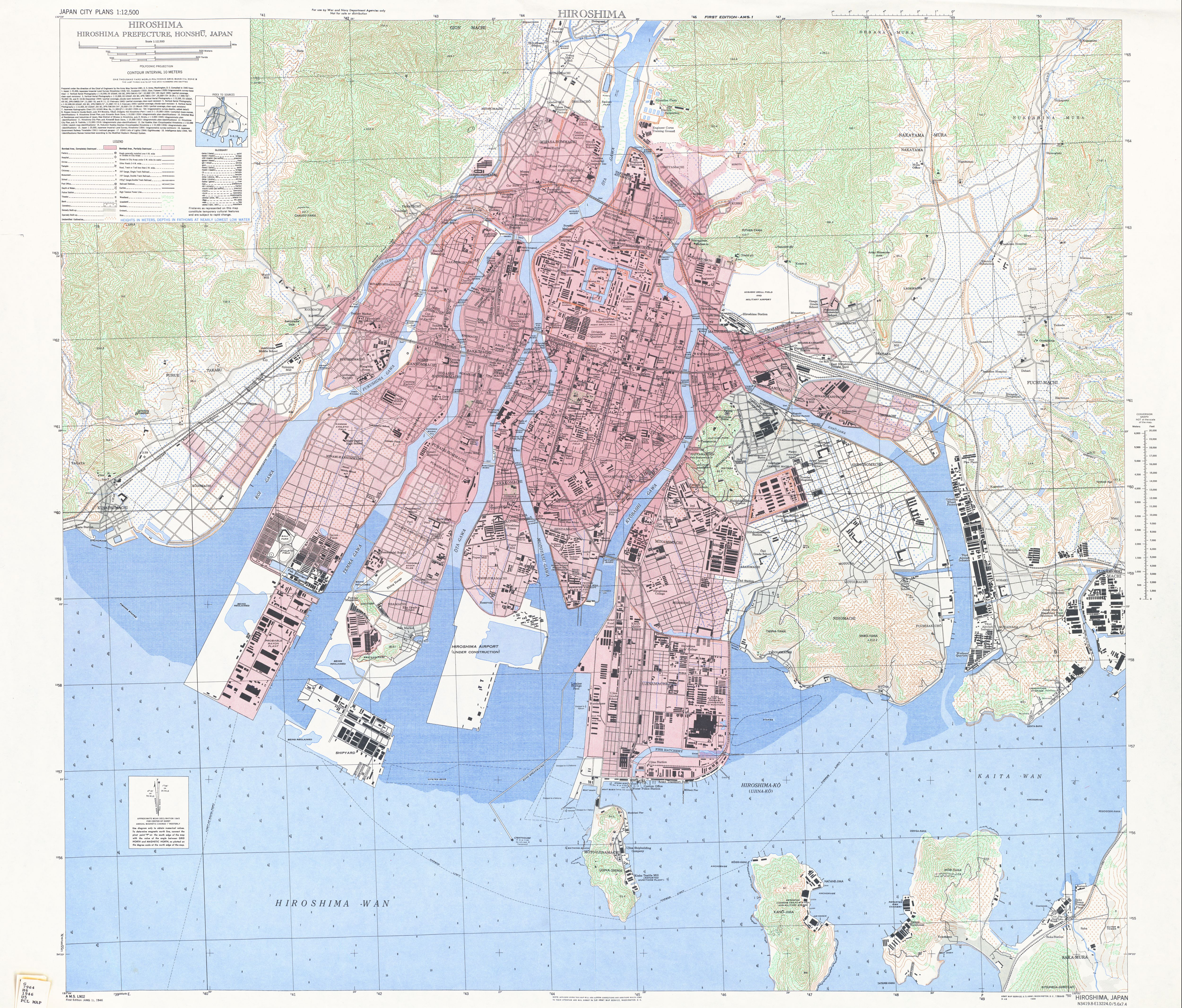
1945年米軍作成の広島市地図。
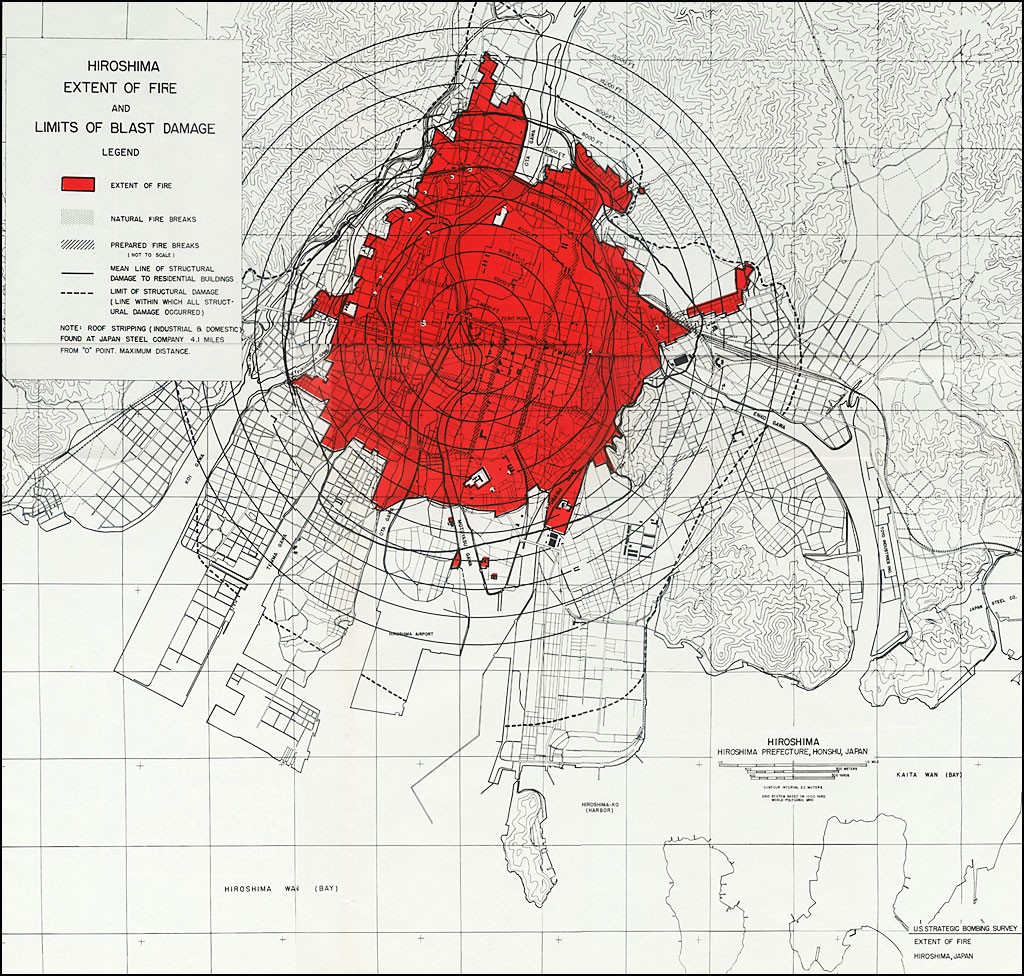
1945年原爆被害損傷図。沿線すべて被害があったとわかる。

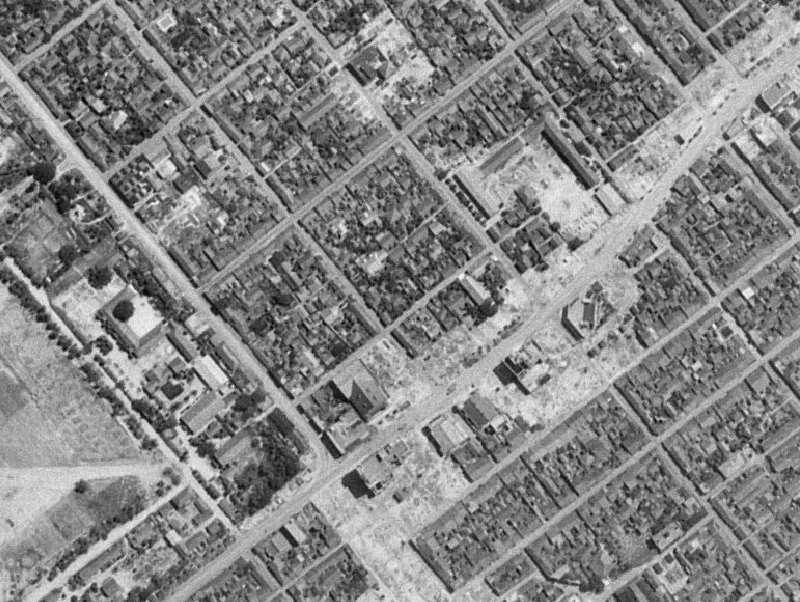
戦前（被爆前）。米軍撮影。
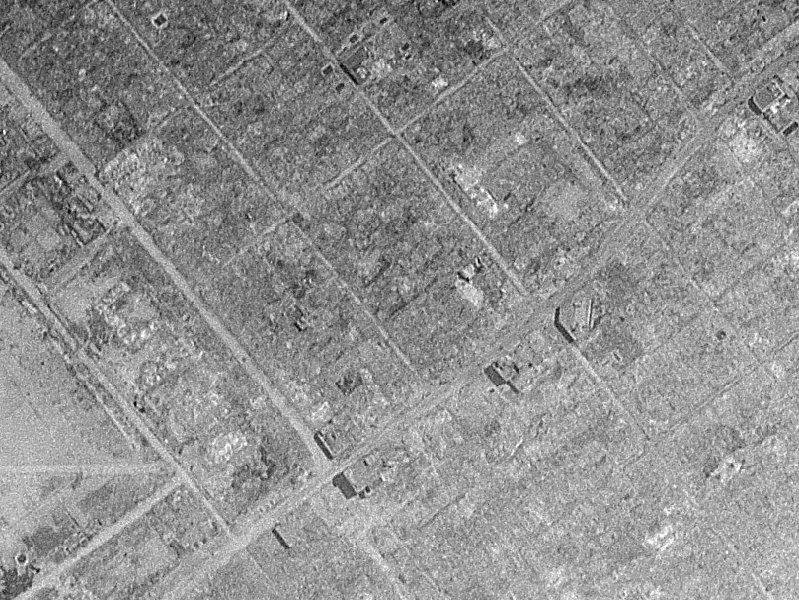
被爆後。米軍撮影。

## アクセス
- 広島電鉄市内線
1号線 広島港 - 広島駅　　（銀山町 - 紙屋町東）
2号線 宮島口 - 広島駅・6号線 江波（えば） - 広島駅（十日市町 - 銀山町）
3号線 広島港 - 西広島　　（十日市町 - 紙屋町西）